# 大恰達湖
45°49′03″N 47°29′23″E / 45.817451°N 47.489763°E
大恰達湖（俄语：Большая Чада），是俄羅斯的湖泊，位於該國西南部，由阿斯特拉罕州負責管轄，處於利曼區，長5.6公里、寬2.6公里，面積14.7平方公里，平均水深1.2米。